# Ấn phẩm
Ấn phẩm là các sản phẩm của ngành in ấn.

## Phân loại
- Theo tính chất phát hành
  - Ấn phẩm là xuất bản phẩm bao gồm các loại như sách, báo, tạp chí (xuất bản định kì, nhiều kì, không định kì); ấn phẩm tờ rời như bản nhạc, bản đồ, tranh ảnh...
  - Ấn phẩm không phải là xuất bản phẩm bao gồm các loại như nhãn hiệu, bao bì, mẫu biểu, tài liệu thống kê, thiếp mời, danh thiếp...
Xuất bản phẩm là tên gọi chung của những sản phẩm xuất bản được in thành nhiều bản để phát hành: sách, báo, tranh ảnh, băng nhạc, băng hình, đĩa hình... Điều 4, Luật xuất bản năm 2004 quy định: "Xuất bản phẩm là tác phẩm, tài liệu về chính trị, kinh tế, văn hoá, xã hội, giáo dục và đào tạo, khoa học và công nghệ, văn học, nghệ thuật được xuất bản bằng tiếng Việt, tiếng dân tộc thiểu số Việt Nam, tiếng nước ngoài và được thể hiện bằng hình ảnh, âm thanh trên các vật liệu, phương tiện kĩ thuật khác nhau. Trong các loại hình Xuất bản phẩm, sách là bộ phận cơ bản nhất, phổ biến nhất và ra đời sớm nhất. Hiện nay, Xuất bản phẩm còn tồn tại ở nhiều dạng khác: băng, đĩa, sách, báo điện tử..."
Để đưa ra khái niệm "ấn phẩm" là gì, ngoại trừ việc xem xét ngữ nghĩa của khái niệm đó, chúng ta hãy mở rộng cách nhìn nhận. Về ngữ nghĩa "ấn phẩm" gồm 2 từ đơn kết hợp "ấn" và "phẩm". 2 từ này có gốc hán tự, nghĩa nôm từ "ấn" là in, "phẩm" là những vật, đồ vật. Với cách hiểu này thì tất cả những gì là sản phẩm được tạo ra bằng việc sử dụng công nghệ in thì gọi là "ấn phẩm". Với cách hiểu này thì các loại sách báo, bản nhạc, bản đồ, bức tranh, nhãn hiệu bao bì, biểu mẫu, tài liệu, thiếp mời, danh thiếp,... được sinh ra từ công nghệ in thì đều là ấn phẩm.
Tương tự như vậy, ngoài thuật ngữ ấn phẩm, chúng ta còn có những khái niệm liên quan đến "phẩm" như: Văn hóa phẩm - những đồ vật sử dụng trong lĩnh vực văn hóa (sách, báo, loa, đài phục vụ cho văn hóa, tuyên cũng là văn hóa phẩm); Văn phòng phẩm - đồ dùng trong văn phòng (lúc này giấy, bìa, con dao, cái kéo,... sử dụng cho văn phòng thì đều là văn phòng phẩm).
Từ 2 căn cứ trên, nên chăng khái niệm "ấn phẩm" cần được hiệu rộng hơn theo nghĩa: Ấn phẩm là những đồ vật được tạo ra từ công nghệ in (bao gồm cả in máy, in bằng các bản khắc gỗ, sao chụp, phô tô, scan, in băng đĩa,...).
  - Ngày nay, với sự phát triển của công nghệ điện tử, tin học,... "ấn phẩm" truyền thống đã có những dạng thức mới. Nhiều loại "phẩm" (sản phẩm sinh ra từ công nghệ in trước đây) được số hóa như các báo điện tử, sách điện tử, tranh ảnh điện tử, báo cáo điện tử, thiếp điện tử, bản thuyến minh, thuyết trình, catalogue... được gọi là ấn phẩm điện tử.